# USS Marshall (DD-676)
USS Marshall (DD-676) là một tàu khu trục lớp Fletcher được Hải quân Hoa Kỳ chế tạo trong Chiến tranh Thế giới thứ hai. Nó là chiếc tàu chiến duy nhất của Hải quân Mỹ được đặt theo tên Thiếu tá Hải quân Thomas W. Marshall, Jr. (1906-1942), Hạm phó tàu khu trục USS Jacob Jones (DD-130), tử trận khi con tàu trúng ngư lôi ngoài khơi bờ biển New Jersey. Nó đã hoạt động cho đến hết Thế Chiến II, ngừng hoạt động một thời gian ngắn, rồi lại tiếp tục phục vụ trong Chiến tranh Triều Tiên và sau đó, cho đến khi xuất biên chế năm 1969 và bị tháo dỡ năm 1970. Nó được tặng thưởng tám Ngôi sao Chiến trận do thành tích phục vụ trong Thế Chiến II, và thêm bốn Ngôi sao Chiến trận nữa trong Chiến tranh Triều Tiên.

## Thiết kế và chế tạo
Marshall được đặt lườn tại xưởng tàu của hãng Federal Shipbuilding and Drydock Company ở Kearny, New Jersey vào ngày 29 tháng 4 năm 1943. Nó được hạ thủy vào ngày 29 tháng 8 năm 1943; được đỡ đầu bởi bà Thomas W. Marshall, mẹ Thiếu tá Marshall, và nhập biên chế vào ngày 16 tháng 10 năm 1943 dưới quyền chỉ huy của Thiếu tá Hải quân Sinclair B. Wright.

## Lịch sử hoạt động

### Thế Chiến II
Đang khi thực hiện chuyến đi chạy thử máy ngoài khơi Bermuda, Marshall được giao một nhiệm vụ đặc biệt, khi nó lên đường đi đến giữa Đại Tây Dương để gặp gỡ thiết giáp hạm Iowa (BB-61) vào ngày 13 tháng 12 năm 1943, vốn đang trên chặng đường đưa Tổng thống Franklin D. Roosevelt quay trở về sau khi tham gia Hội nghị Tehran từ ngày 28 tháng 11 đến ngày 1 tháng 12 năm 1943.

#### 1944
Marshall khởi hành từ New York vào ngày 6 tháng 1 năm 1944, đi đến Trân Châu Cảng vào ngày 28 tháng 1, ở lại đây cho đến giữa tháng 3 để tiếp tục huấn luyện và hộ tống các tàu chiến bị hư hại trong chiến đấu quay trở về sửa chữa. Nó cùng Đội đặc nhiệm 58.2 lên đường đi Majuro, đến nơi vào ngày 20 tháng 3.
Marshall tham gia thành phần hộ tống chống tàu ngầm cho Lực lượng Đặc nhiệm 58, lực lượng tàu sân bay nhanh trực thuộc Đệ Ngũ hạm đội, rồi cùng đơn vị này khởi hành từ Majuro vào ngày 22 tháng 3 để tiến hành không kích Palau vào ngày 30 tháng 3 và xuống Woleai vào ngày 1 tháng 4. Nó tiếp tục tham gia đợt bắn phá các cơ sở của quân Nhật tại Wakde và Hollandia ở New Guinea từ ngày 21 đến ngày 27 tháng 4, tiếp nối bởi cuộc không kích xuống Truk vào ngày 29 tháng 4, trong khi các thiết giáp hạm của lực lượng bắn phá Ponape và các tàu tuần dương bắn phá Satawan trong ngày 30 tháng 4. Sang tháng 5, lực lượng đặc nhiệm di chuyển để bắn phá quấy rối các đảo Wake và Marcus, nơi chiếc tàu khu trục tham gia cuộc càn quét tàu bè đối phương về phía Bắc Marcus.
Sang tháng 6, Lực lượng Đặc nhiệm 58 được huy động để hỗ trợ cho cuộc đổ bộ lên quần đảo Mariana. Lực lượng hướng sang phía Tây vào ngày 17 tháng 6 để ngăn chặn Hạm đội Liên hợp Nhật Bản đang xuất quân từ Nhật Bản nhằm phản công chiến dịch đổ bộ của Đồng Minh, nỗ lực duy trì việc chiếm đóng các đảo Saipan, Tinian, Guam, Rota và Pagan. Trận chiến biển Philippine diễn ra vào ngày 19 tháng 6, và trong trận chiến kéo dài hai ngày này, không lực trên tàu sân bay của Hải quân Đế quốc Nhật Bản đã bị mất 395 máy bay. Marshall được ghi công đã trợ giúp vào việc bắn rơi hai máy bay đối phương; rồi trong một tháng rưỡi tiếp theo, nó tiếp tục hỗ trợ các hoạt động tại khu vực Nam Mariana, chỉ bị ngắt quãng khi hỗ trợ cho các chiến dịch không kích xuống Chichi Jima và Iwo Jima vào ngày 4 tháng 7, rồi xuống Palau, Ulithi và Yap từ ngày 23 đến ngày 27 tháng 7.
Marshall quay trở lại Eniwetok vào giữa tháng 8 để bảo trì và nghỉ ngơi, rồi lại lên đường vào ngày 23 tháng 8 cho các hoạt động tại quần đảo Palau. Trong thành phần Lực lượng Đặc nhiệm 38 trực thuộc Đệ Tam hạm đội, nó tham gia các chiến dịch tại Palau và Philippines từ ngày 6 đến ngày 24 tháng 9. Vào ngày 12 tháng 9, nó đã vớt 44 người sống sót từ tàu tuần dương Nhật Bản Natori vốn đã bị tàu ngầm Hardhead (SS-365) đánh chìm vào ngày 18 tháng 8.
Sau khi được sửa chữa và tiếp liệu tại Ulithi vừa mới chiếm được, đội đặc nhiệm của Marshall lên đường vào ngày 6 tháng 10 để không kích xuống Okinawa vào ngày 10 tháng 10, rồi xuống Đài Loan từ ngày 12 đến ngày 14 tháng 10. Chiếc tàu khu trục sau đó được lệnh hỗ trợ phòng không cho tàu tuần dương hạng nặng Canberra (CA-70) trong những cuộc không kích xuống các cứ điểm cố thủ của đối phương tại Philippines. Vào ngày 22 tháng 10, nó gia nhập trở lại đội đặc nhiệm để truy tìm đối phương trong biển Sibuyan và eo biển Mindoro, rồi đến ngày 25 tháng 10, trong khi lực lượng đặc nhiệm di chuyển lên phía Bắc về hướng mũi Engaño, Marshall gia nhập Đội đặc nhiệm 34.5 và tiến về eo biển San Bernardino để đánh chặn các đơn vị hạm đội Nhật Bản đang rút lui khỏi vịnh Leyte. Trong những giờ đầu tiên của ngày 26 tháng 10, đội phát hiện và đánh chìm tàu khu trục Nhật Nowaki. Quay trở lại cùng lực lượng đặc nhiệm tàu sân bay nhanh vào ngày 31 tháng 10, Marshall tiếp tục hoạt động tại khu vực Philippines cho đến hết năm đó.

#### 1945
Sang đầu năm 1945, Marshalltiếp tục tham gia các cuộc không kích xuống Philippines, tiếp nối bằng các hoạt động tại Biển Đông, Đài Loan và dọc theo bờ biển phía Nam Trung Quốc. Vào ngày 10 tháng 2, nó cùng Đội đặc nhiệm 58.2 lên đường cho đợt không kích xuống các đảo chính quốc Nhật Bản, ném bom xuống khu vực Tokyo vào các ngày 16 và 17 tháng 2, rồi đi xuống hướng Đông Nam để hỗ trợ cho cuộc đổ bộ lên Iwo Jima. Lực lượng quay trở lại khu vực đảo Honshu để tiếp tục không kích vào ngày 25 tháng 2, và đến ngày 1 tháng 3, lực lượng có mặt ngoài khơi Okinawa, ném bom xuống hòn đảo này, và đến ngày 15 tháng 3, các đợt không kích tập trung vào Kyūshū. Đến ngày 19 tháng 3, tàu sân bay Franklin (CV-13) bị máy bay tấn công cảm tử Kamikaze đánh trúng, và chiếc tàu khu trục đã tham gia việc cứu hộ, cứu vớt 212 người trong số thủy thủ đoàn, và đến ngày 20 tháng 3 đã hộ tống Franklin rút lui về Ulithi.
Trong cuộc đổ bộ lên Okinawa, từ ngày 8 tháng 4 đến ngày 9 tháng 5, Marshall hoạt động như tàu cột mốc radar canh phòng cho đội đặc nhiệm của nó, và hộ tống các tàu bị hư hại rút lui về vùng an toàn. Vào ngày 9 tháng 5, nó lên đường đi Ulithi, rồi tiếp tục đi Leyte, và cuối cùng về đến San Francisco vào ngày 6 tháng 7, nơi nó được đại tu. Chiến tranh kết thúc trước khi việc sửa chữa hoàn tất, và Marshall được cho xuất biên chế vào tháng 12 năm 1945, được đưa về Đội San Diego trực thuộc Hạm đội Dự bị Thái Bình Dương.

### 1951-1969
Sau khi Chiến tranh Triều Tiên nổ ra tại Viễn Đông làm gia tăng nhu cầu phải tăng cường thêm tàu chiến cho hạm đội, Marshall được cho nhập biên chế trở lại vào ngày 27 tháng 4 năm 1951, và đến ngày 22 tháng 8 đã gia nhập Lực lượng Đặc nhiệm 77 tại biển Nhật Bản, một lần nữa hộ tống các tàu sân bay trong chiến đấu, lần này là nhắm vào lực lượng Cộng sản tại Triều Tiên. Cũng trong lượt phục vụ tại Tây Thái Bình Dương này, chiếc tàu khu trục còn tham gia tuần tra tại eo biển Đài Loan và tham gia cùng Lực lượng Phong tỏa và Hộ tống Liên Hợp Quốc tại bờ biển phía Đông bán đảo Triều Tiên, cũng như hộ tống bảo vệ các tàu sân bay trong biển Hoàng Hải.
Marshall quay trở về San Diego vào tháng 3 năm 1952 để đại tu, rồi đến ngày 4 tháng 10 lại lên đường đi sang Viễn Đông. Đến nơi vào ngày 28 tháng 10, một lần nữa nó tham gia chiến tranh trong vai trò hộ tống tàu sân bay. Nó được tách ra khỏi nhiệm vụ này vào giữa tháng 11, thực hành tìm-diệt tàu ngầm trong hai tuần, rồi gia nhập cùng Lực lượng Đặc nhiệm 95 để bắn phá Wonsan vào ngày 10 tháng 12. Đến ngày 7 tháng 1 năm 1953, nó đi về phía Nam để tham gia tuần tra eo biển Đài Loan, rồi gia nhập trở lại Lực lượng Đặc nhiệm 77 vào giữa tháng 2. Hai tháng sau, chiếc tàu khu trục hoàn tất lượt phục vụ, lên đường quay trở về nhà, về đến San Diego vào ngày 6 tháng 5.

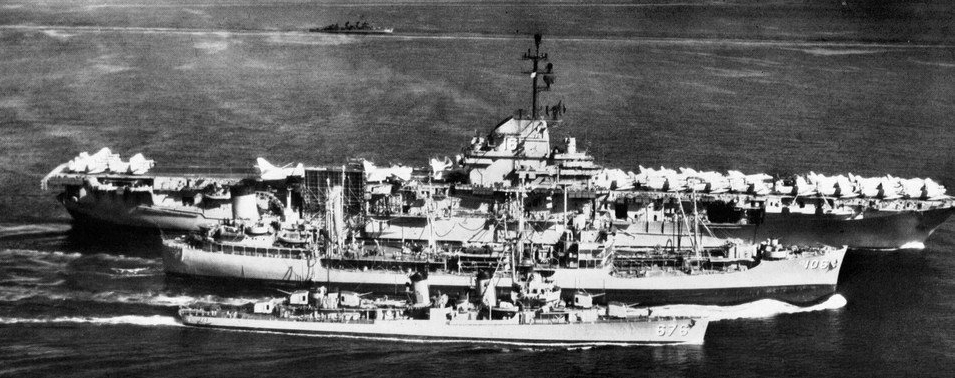
Tàu sân bay cùng một tàu tiếp liệu và Marshall ngoài khơi Đài Loan, 1958.

Trong 11 năm tiếp theo, Marshall hoạt động như một đơn vị của Hạm đội Thái Bình Dương. Đặt cảng nhà tại San Diego, nó thường xuyên được bố trí cùng Đệ Thất hạm đội tại Tây Thái Bình Dương, chủ yếu cùng với Lực lượng Đặc nhiệm 77, và vào năm 1960 cùng với một đội đặc nhiệm tàu sân bay thường trực trong Biển Đông vào lúc xảy ra vụ nổi dậy của Pathet Lào tại Vương quốc Lào.
Marshall chuyển cảng nhà đến Tacoma, Washington vào ngày 1 tháng 9 năm 1964, và thay phiên cho chiếc Watts (DD-567) trong vai trò tàu huấn luyện cho Hải quân Dự bị Hoa Kỳ tại Quân khu Hải quân 13. Vào ngày 21 tháng 10, đang khi được đại tu tại xưởng tàu của hãng Todd Pacific Shipyards, một vụ hỏa hoạn đã bùng phát và lan đến ụ tàu nơi nó được sửa chữa. Trung tá Hạm trưởng đã phải ra lệnh cho 108 thành viên thủy thủ đoàn bỏ tàu để tham gia vào việc chữa cháy.
Marshall được cho rút khỏi danh sách Đăng bạ Hải quân vào ngày 19 tháng 7 năm 1969; rồi được bán cho hãng Zidell Explorations Co. ở Portland, Oregon vào tháng 7 năm 1970 để tháo dỡ.

## Phần thưởng
Marshall được tặng thưởng tám Ngôi sao Chiến trận do thành tích phục vụ trong Thế Chiến II, và thêm bốn Ngôi sao Chiến trận trong Chiến tranh Triều Tiên.